# La Chapelle-Thècle
La Chapelle-Thècle este o comună în departamentul Saône-et-Loire, Franța. În 2009 avea o populație de 484 de locuitori.

## Evoluția populației
| An        | 1975 | 1982 | 1990 | 1999 | 2006 | 2009 |
| --------- | ---- | ---- | ---- | ---- | ---- | ---- |
| Populație | 578  | 569  | 538  | 477  | 482  | 484  |